# Hulbert (Oklahoma)
Hulbert is een plaats (town) in de Amerikaanse staat Oklahoma, en valt bestuurlijk gezien onder Cherokee County. In Hulbert is sinds 1999 de Priorij Our Lady of the Annunciation of Clear Creek gevestigd.

## Demografie
Bij de volkstelling in 2000 werd het aantal inwoners vastgesteld op 543.
In 2006 is het aantal inwoners door het United States Census Bureau geschat op 532, een daling van 11 (-2,0%).

## Geografie
Volgens het United States Census Bureau beslaat de plaats een oppervlakte van
2,5 km², geheel bestaande uit land. Hulbert ligt op ongeveer 213 m boven zeeniveau.

## Plaatsen in de nabije omgeving
De onderstaande figuur toont nabijgelegen plaatsen in een straal van 16 km rond Hulbert.